# 园游会 (日本皇室)
日本皇室的园游会（日语：／ enyūkai */?）是由天皇和皇后主持的社交聚会。日本皇室的园游会最早是效仿英国皇室邀请宾客到户外花园举行社交聚会的“花园派对”（英语: Garden Party）。英国是明治维新中日本学习的主要对象之一，由于英国君主每年都会在白金汉宫等地举行皇家花园派对，日本皇室也效仿了这一行为。

## 概述
日本皇室的园游会照例在赤坂御用地举行。聚会由天皇和皇后主持，皇太子和太子妃及各皇族都会列席聚会。园游会的受邀嘉宾会包括时任的内阁总理大臣、各国务大臣、众议院议长、参议员议长、两院副议长、国会主要议员、自卫队统合幕僚长、最高裁判所长官和法官、政府要员、各都道府县的知事和议长、各市町村首长和议会议长、有功之人（勋章获得者）以及各界知名人士。受邀嘉宾可以携带配偶参会。每年参会之总人数可达近2000人。

## 沿革

### 二战前
作为天皇主持的户外宴会，园游会的前身“观菊会”和“赏樱会”分别始于1880年（明治13年）和1881年（明治14年）。由时任外务大臣的井上馨为了展现日本文明开化之形象以及谋求修订不平等条约而提出了开办园游会的建议。由于是效仿西方皇室，加之也有对外展示的外交属性，该项目的筹备一开始就有许多在日外国人参与，而之后也有不少来日旅游的外国人受邀参加游园会，包括英国皇室的爱德华王子、物理学家阿尔伯特·爱因斯坦、美国作家海伦·凯勒等著名人物。  
最初的园游会一年举办两次，包括春季在重瓣樱花盛开的滨离宫举办的“赏樱会”和秋季在赤坂离宫举办“观菊会”。不过随着列强与日本签订的不平等条约被逐渐废除以及日本国力的蒸蒸日上，园游会作为外交活动的属性被逐渐淡化，而其作为天皇主持且宾客皆为国内达官显贵的政治意义却逐渐上升。 
到了二十世纪三十年代，随着日中战争的逐渐扩大，日本国内也再难粉饰山河日下的光景，“观菊会”于1937年停办  ，“赏樱会”也于1938年停办  。

### 二战后
1952年4月28日，《旧金山和约》生效，盟军最高司令官总司令部结束占领日本，日本恢复主权国家地位。1953年，日本皇室恢复了停办十多年的园游会。最初，游园会只在秋季举办，一年一次。1965年，园游会也开始在春季举办，一年两次，延续至今。它们分别被称为“秋之园游会”和“春之园游会”，不过由于滨离宫在1945年在驻日盟军司令部的命令下被下赐东京都开放为公园（即今日之滨离宫恩赐庭园），春秋两季的园游会都在赤坂御苑举行。春季园游会一般还会邀请各国驻日使领馆之外交官以及其配偶子女参加。
园游会的受邀者名单由宫内厅依照各省厅的意见编订并公开 。出于安全原因，园游会非受邀者严格禁入，但冒名顶替之事还是发生过。例如2014年的春季园游会中，时任众议院议员丰田真由子的母亲就冒充其配偶得以入园 。
除由皇室举办的春秋园游会外，现在春秋两季还另有由内阁总理大臣主持的“赏樱会”和环境大臣主持的“赏菊会”。

### 战后园游会停办年份及原因
- 1988年秋 - 由于昭和天皇病危。
- 1989年春至1989年秋 - 由于为昭和天皇服丧。
- 1995年春 - 由于阪神淡路大地震。
- 2000年秋 - 由于为香淳皇后服丧。
- 2011年春 - 由于东日本大地震。
- 2016年秋 - 由于三笠宫崇仁亲王去世。
- 2020年春至2022年秋 - 由于新型冠状病毒疫情。